# Аеродром Техеран
Међународни аеродром Имам Хомеини (IATA: IKA, ICAO: OIIE) (перс. فرودگاه بین‌المللی امام خمینی) је међународни аеродром који опслужује главни град Ирана, Техеран, док је други аеродром, Мехрабад, намењен за домаће летове. Аеродром је смештен 30 километара јужно од средишта Техерана.
Аеродром је грађен да замени Аеродром Мехрабад, који се налази са западне страна града. На почетку, аеродром је требало да добије име „Ахмадабад”, али данас је званично име „Аеродром Имам Хомеини” у част Ајатолаха Рухолаха Хомеинија, вође Иранске револуције 1979. године. Други терминал на аеродрому је у поступку изградње. Речено је да ће тај терминал бити већи и слично коришћен као и садашњи.
По обиму путника међународни аеродром Имам Хомеини је трећи у Ирану, после аеродрома Мехрабада и аеродрома у Машхаду. 2018. године кроз аеродром је прошло преко 8,8 милиона путника.

## Авио-компаније и одредишта
На Аеродрому Имам Хомеини се налази само један терминал за путничку употребу. У изградњи је и други терминал, а датум пуштања овога терминала није познат.
Следеће авио-компаније користе Аеродром Имам Хомеини (од децембра 2007):

## Терминал 1
- Аерофлот (Москва-Шереметјево)
- Азербејџан ерлајнс (Баку)
- Алиталија (Милано-Малпенса)
- Аријана Афган ерлајнс (Кабул)
- Армавија (Јереван)
- бми (Лондон-Хитроу)
- Галф ер (Бахреин)
- Емирати (Дубаи)
- Ер Арабија (Шарџах)
- Ер Франс (Париз-Шарл де Гол)
- Итихад ервејз (Абу Даби)
- Ираки ервејз (Багдад)
- Иран Асеман ерлајнс (Бишкек, Дубаи)
- Иран ер (Амстердам, Анкара, Баку, Бахреин, Беч, Гетеборг-Ландветер, Дамам, Дамаск, Доха, Дубаи, Женева, Истанбул-Ататурк, Кабул, Каракас, Карачи, Келн/Бон, Копенхаген, Куала Лумпур, Кувајт, Лондон-Хитроу, Милано-Малпенса, Москва-Шереметјево, Мумаи, Париз-Орли, Пекинг, Рим-Леонардо да Винчи, Сеул-Инчеон, Стокхолм-Арланда, Ташкент, Токио-Нарита, Франкфурт, Хамбург, Џедах)
- Каспијан ерлајнс (Будимпешта, Дамаск, Дубаи, Истанбул-Ататурк, Јереван, Кијев-Бориспил, Минск)
- Катар ервејз (Доха)
- Киш ер (Дамаск, Дубаи, Истанбул-Ататурк)
- КЛМ (Амстердам)
- Конвиаса (Каракас)
- Кувајт ервејз (Кувајт)
- Луфтханза (Минхен, Франкфурт, Цирих)
- Махан ер (Алмати, Арбил, Бангкок-Суварнабуми, Бахреин, Дамам, Дамаск, Делхи, Дубаи, Истанбул-Ататурк, Кочи, Лахор, Сеул-Инчеон [од 2. јануар 2008.], Токио-Нарита [од 2. јануар 2008.], Џедах, Шарџах)
- Онур ер (Анкара, Истанбул-Ататурк)
- Остријан ерлајнс (Беч)
- Пегасус ерлајнс (Истанбул-Сабиха Гокчен)
- Сауди Арабијан ерлајнс (Мадинах, Џедах)
- Сиријан Араб ерлајнс (Дамаск)
- Табан ер (Алмати, Дамаск, Дубаи)
- Таџик ер (Душанбе)
- Теркиш ерлајнс (Истанбул-Ататурк)
- УМ ерлајнс (Кијев-Бориспил)
- Чајна сатхерн ерлајнс (Пекинг, Урумчи)
- Џазира ервејз (Кувајт)